# Buckeye Township (Iowa)
Pour les articles homonymes, voir Buckeye Township.
Buckeye Township est un township, du comté de Hardin en Iowa, aux États-Unis,.
Le township est fondé en 1865,.

## Source de la traduction
- (en) Cet article est partiellement ou en totalité issu de l’article de Wikipédia en anglais intitulé « Buckeye Township, Hardin County, Iowa » (voir la liste des auteurs).